# Digital Chocolate
Digital Chocolate là một nhà phát triển và phát hành trò chơi điện tử có trụ sở tại San Mateo, California, Mỹ. Hãng được thành lập vào năm 2003 bởi Trip Hawkins, một doanh nhân và nhà sáng lập hãng phát hành khổng lồ Electronic Arts và là người sáng lập Công ty 3DO. Công ty tập trung vào việc phát triển trò chơi cho điện thoại di động, iOS, và Microsoft Windows cùng một số sản phẩm phi giải trí.

## Lịch sử
Digital Chocolate được Trip Hawkins thành lập vào năm 2003. Công ty đã giành được hơn 10 giải thưởng trong hai năm qua, bao gồm cả giải "Nhà phát triển Game xuất sắc nhất của năm" (Best Game Developer of the Year) từ IGN và Mobile Entertainment và được bình chọn trong "Tốp 100 toàn cầu giải Cá Trích Đỏ" (The Red Herring Global 100).
Ngày 15 tháng 8 năm 2011, Digital Chocolate đã đồng ý mua lại Sandlot Games, một nhà phát triển và phát hành game casual hàng đầu. Digital Chocolate có hoạt động tại San Mateo, Seattle, Helsinki, Barcelona, St Petersburg, Bangalore và Mexicali.
Tháng 5 năm 2012, Trip Hawkins lùi xuống làm Tổng giám đốc điều hành để chuyển đến một "mối quan hệ tư vấn và cố vấn" với công ty. Công ty cũng đã công bố kế hoạch sa thải 180 nhân viên.
Tháng  4 năm 2014, Game de RockYou

## Game
Digital Chocolate đã phát triển rất nhiều thể loại game nhưng một số được biết đến nhất bao gồm: 
- Reborn Empire
- 24 Special Ops
- 3D Beach Mini Golf
- Army Attack
- Amoebas
- Brain Juice
- Brain Tester 24 Pack Vol. 2
- Brick Breaker Revolution 2
- Brick Breaker Revolution 3D
- Bubble Popper Deluxe
- Captain Galactic: Super Space Hero
- Crazy Penguin Catapult
- Diamond Islands
- FotoQuest Fishing
- Galaxy Life
- Hollywood City
- Island God
- Millionaire City, được phát hành trên Facebook và là một ứng dụng Android
- Mini Golf Castles
- Mini Golf Castles 3D
- Mini Golf 99 Holes
- MMA Pro Fighter
- Pyramid Bloxx
- Rollercoaster Rush 3D
- Tornado Mania!
- Tornado Mania! 3D
- Tower Bloxx
- Tower Bloxx: Deluxe
- Tower Bloxx: My City
- Tower Bloxx: New York
- Tower Bloxx: Revolution
- Rollercoaster Rush 99 Tracks
- Vegas City
- Zombie Lane
- Gangs Of Boomtown
- New In Town